# 皺杯貝
皺杯貝（学名：Capulus japonicus）为偏蓋螺科偏蓋螺屬下的一个种。